# 石塘古村
石塘古村位於中華人民共和國廣東省韶關市仁化縣，興建在世界遺產丹霞山西北20公里的一處美麗的小盆地中，是廣東省保存最完好的古村之一。為集古屋、古巷、古井、古寨、古風、古韻於一體的古建築群，2010年石塘古村被列為中國歷史文化名村。
古村遺存古宗祠八座、古民居79座，而村內的雙峰寨是國家級重點文物保護單位，古村建築集客家風情、徽派特色，又受江西古建築風格的影響，形成獨特的風格。